# Бриялёво
Бриялёво (бел. Брыялёва) — деревня в Березинском районе Минской области Белоруссии. Входит в состав Березинского сельсовета.

## География
Деревня находится в восточной части Минской области, к западу от реки Березины, при автодороге Н-8072, на расстоянии приблизительно 5 километров (по прямой) к западо-северо-западу от города Березино, административного центра района. Абсолютная высота — 170 метров над уровнем моря. Площадь населённого пункта — 0,1248 км².

## История
В 1885 году входила в состав Игуменского уезда Минской губернии.
По состоянию на 1909 год, в Бриялёве имелось 19 дворов и проживало 109 человек. В административном отношении деревня входила в состав Беличанской волости.
В ходе проведения коллективизации, осенью 1930 года был образован колхоз «Сталинский урожай».

## Население
По данным переписи 2019 года, в деревне проживало 4 человека.
| Год  | Население, человек |
| ---- | ------------------ |
| 1897 | 120                |
| 1909 | ↘ 109              |
| 1917 | ↗ 187              |
| 1960 | ↘ 116              |
| 2003 | ↘ 24               |
| 2008 | ↘ 13               |
| 2009 | ↗ 14               |
| 2019 | ↘ 4                |